# Голландська Формоза
Голландська Формоза — колоніальне правління Голландії на Тайвані, засноване в 1624 році Куном і тривало по 1662 рік.

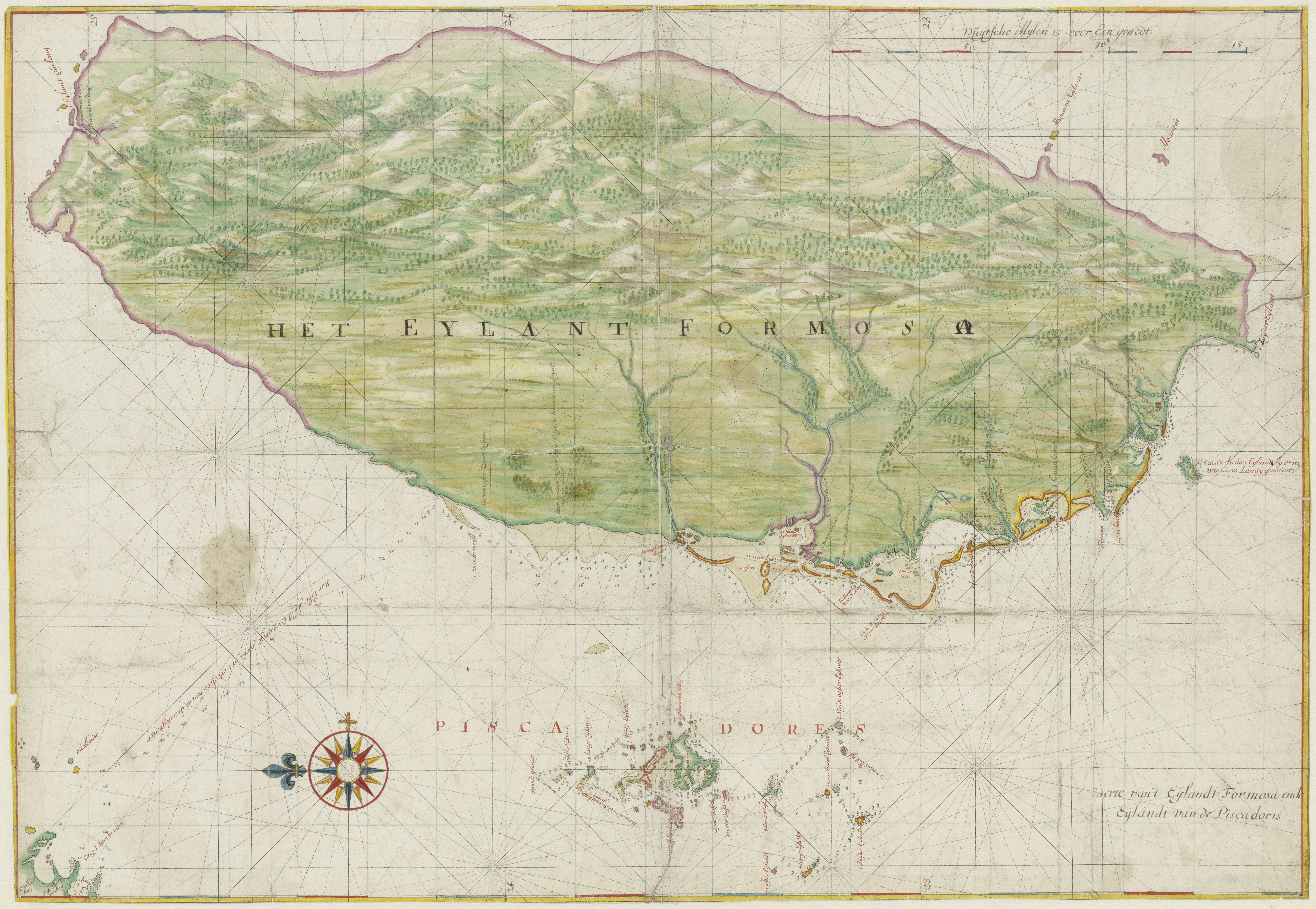
Карта Тайваню, виконана Яном Вінгбоонсом, близько 1640 року

Голландська Ост-Індійська компанія побудувала кілька фортів на острові, головним призначенням яких була підтримка торгівлі з Японією і Китаєм і захист від суперників по колонізації Азії — Іспанії і Португалії. Столиця колонії розташовувалася в форті Зеландія (останній в даний час входить в район Тайнаня Анпін).
Голландське колоніальне правління призвело до підйому економіки Тайваню, головним чином до створення плантацій рису і цукру, на яких працювали вивезені з Фуцзяню працівники. Уряд також доклав зусиль до того, щоб звернути тайванських аборигенів в християнство і «цивілізувати» їх, зокрема, заборонивши їм ходити оголеними.
Тим не менш, в цілому населення острова було незадоволене колоніальною владою. Повстання проти неї як аборигенів, так і прибулих на острів етнічних китайців, жорстоко придушувалися голландською армією. Колоніальний період тривав всього 37 років і закінчився вторгненням на Тайвань китайської армії Чжен Ченгуна. На зміну голландській колонії прийшло Королівство Туннінг (東寧王國), яку очолив Коксінґа.